# Thomas R. Marshall
Thomas Riley Marshall, född 14 mars 1854, död 1 juni 1925, var en amerikansk politiker och USA:s tjugoåttonde vicepresident, från 4 mars 1913 till 4 mars 1921. President under denna tid var Woodrow Wilson. Han var också guvernör i Indiana mellan 1909 och 1913.
Marshall tillhörde Demokratiska partiet och förde under sin tid som guvernör en politik av starkt humanistisk och liberal karaktär. Han var stark motståndare till dödsstraffet och inga avrättningar genomfördes i Indiana under hans mandatperiod. 
Efter president Wilsons stroke i oktober 1919 följde en successionskris, då USA:s konstitution vid denna tid inte var tydlig omkring vilka omständigheter som krävdes för att vicepresidenten skulle överta presidentens uppgifter. President Wilson kom under sjukdomstiden aldrig att formellt förklara sig mentalt oförmögen att styra landet, men vårdades isolerat och tog inte emot några besökare, vilket ledde till spekulation omkring presidentens tillstånd. Wilsons hustru Edith kom istället att genom maken spela en central roll i administrationens dagliga affärer, då hon och presidentens rådgivare avgjorde vilka ärenden som lades fram för presidenten under sjukdomen. Vicepresident Marshall förklarade sig inte beredd att överta presidentämbetet utan godkännande av presidenten eller kongressens båda kamrar, men något sådant godkännande kunde aldrig beslutas. Wilson återhämtade sig något under de följande månaderna men många av presidentens representativa plikter kom att utföras av Marshall fram till mandatperiodens slut 1921. Successionskrisen kom att bli en av orsakerna till att det tjugofemte tillägget till USA:s konstitution antogs 1967, där proceduren kring vicepresidentens eventuella tillträde som president regleras i detalj.